# Virgil Thomson
Virgil Thomson (Kansas City, Missouri, 25 de novembre, 1896 - Nova York, 30 de setembre, 1989) va ser un compositor i crític musical nord-americà.

## Biografia
Virgil Thomson quan era jove tocava l'orgue els diumenges a l'església local (el seu professor de piano era l'organista allà). Després de la Primera Guerra Mundial, durant la qual va servir a l'exèrcit, va estudiar a la Universitat Harvard i va fer una gira per Europa amb el "Harvard Glee Club". Entre 1925 i 1940 va viure a París, on abans havia estudiat durant un any. Va ser amic de Gertrude Stein, que va escriure els llibrets de les seves dues primeres òperes, Four Saints in Three Acts (1928) i The Mother of Us All (1947).
A la dècada de 1960 va compondre una òpera més, Lord Byron, inspirada en George Gordon Byron, per a la qual Jack Larson va escriure el llibret. També és autor de ballets i música de cinema, va compondre música per a orquestres, cors, conjunts de cambra i instruments solistes. És autor de diversos llibres, com ara "The State of Music" (1940), "Music, Right and Left" (1951) i "Music with Words: A Composer's View" (1989). Entre 1940 i 1954 va escriure crítiques per al diari New York Herald Tribune. Partitura guanyadora del premi Pulitzer per Louisiana Story (1948); va ser l'única vegada en els vuitanta anys d'història del premi que es va atorgar a la música de cinema. Va rebre el "Kennedy Center Honors" el 1983 i la "National Medal of Arts" el 1988. Va ser un amic de molt de temps de l'artista Maurice Grosser. Va morir a l'hotel Chelsea de Nova York, on havia viscut durant gairebé cinquanta anys.